# Liga Equatoriana de Baloncesto
A Liga Equatoriana de Basquete (abreviada LEB), que por motivos de patrocínio é chamada Copa DirecTV, é a principal liga profissional de basquete do Equador. Normalmente é jogado em um calendário de todos contra todos nos meses de junho a outubro, estabelecendo pela primeira vez uma liga nacional de basquete no país.

## História
Em 2011, um grupo de líderes esportivos do Equador, liderado por Patricio Pozo e Enrique Segura; Em seus esforços para elevar o nível do basquete no Equador, eles se reúnem para criar a Comissão da Liga Equatoriana de Basquete (CLEB). A formação do CLEB visa promover o pleno desenvolvimento do basquete no Equador, de maneira que os clubes afiliados gerenciam processos de qualidade para atingir esse objetivo, além de organizar os torneios nacionais de basquete. 
, previamente organizados pela Federação equatoriana de basquete.

## Os clubes que formaram a Liga Equatoriana de Basquetebol
- Club Social y Deportivo Universidad Tecnológica Equinoccial (Quito)
- Club Deportivo Mavort (Ibarra)
- Club Social, Cultural y Deportivo ESPOL (Guayaquil)
- Club Importadora Alvarado (Ambato)
- Guerreros de Jehoshua (Santo Domingo de los Colorados)
- Orense Sporting Club (Machala)
- JG Bolívar (Guaranda)
- Ranger Fluminense (Quevedo)[4]

## Sistema de jogo
A Liga Equatoriana de Basquetebol consta de três etapas:
- A primeira etapa, un torneo todos contra todos, jogando 14 rodadas de ida e volta determinando as posicões das equipes para os play offs.
- A segunda etapa, os play offs: 1 x 8, 2 x 7, 3 x 6 e 4 x 5 numa melhor de três partidas, definindo a semifinais
- A terceira, a final, com as equipes clasificadas buscando o título em uma série de três jogos.

## Equipes
As equipos da temporada 2016:
| Liga Equatoriana de Basquetebol de 2016 |            |                                 |            |
| Equipe                                  | Cidade     | Ginásio                         | Capacidade |
| Barcelona Sporting Club                 | Guayaquil  | Coliseo Voltaire Paladines Polo | 10.000     |
| ComuniKT                                | Ambato     | Coliseo Mayor De Ambato         | 8.000      |
| Emelec                                  | Guayaquil  | Coliseo Abel Jiménez Parra      | 2.500      |
| Importadora Alvarado                    | Ambato     | Coliseo Mayor De Ambato         | 8.000      |
| Mavort                                  | Riobamba   | Coliseo Mayor De Riobamba       | 5.340      |
| HR Portoviejo                           | Portoviejo | Coliseo La California           | 8.000      |
| Asociación Deportiva Naval              | Guayaquil  | Coliseo Abel Jiménez Parra      | 2.500      |
| Universidad Tecnológica Equinoccial     | Quito      | Coliseo Julio César Hidalgo     | 8.000      |

## Lista do Campeões

### Liga Nacional de Basquetebol (1999 - 2010)
| Ano  | Campeão                 | Vice-Campeão         |
| ---- | ----------------------- | -------------------- |
| 1999 | UTE                     | ESPE                 |
| 2000 | ESPE                    | La Salle             |
| 2001 | Mavort                  | UTE                  |
| 2002 | ESPE                    | Mavort               |
| 2003 | ESPE                    | La Salle             |
| 2004 | ESPE                    | Deportivo Quevedo    |
| 2005 | ESPE                    | UTE                  |
| 2006 | ESPE                    | Espoli               |
| 2007 | Campeonato cancelado    | Campeonato cancelado |
| 2008 | Barcelona Sporting CLub | ESPE                 |
| 2009 | Mavort                  | UTE                  |
| 2010 | UTE                     | ESPE                 |

### Liga Equatoriana de Basquetebol (2011 - )
| Temporada | Campeão                     | Resultado | Vice-Campeão               | Treinador       |
| 2011      | Mavort                      | 2-1       | ESPOL                      | Patricio Ponce  |
| 2012      | Importadora Alvarado        | 2-1       | Asociación Deportiva Naval | Jhon Escalante  |
| 2013      | CKT                         | 3-1       | Guerreros de Neumane       | Roberto Infante |
| 2014      | UTE                         | 4-2       | CKT                        | Juan José Pidal |
| 2015      | CKT                         | 4-1       | UTE                        | Roberto Infante |
| 2016      | HR Portoviejo               | 2-1       | ICCAN Macas                | Jimmy Cedeño    |
| 2017      | ICCAN Macas                 | 4-2       | Piratas de Los Lagos       | Juan José Pidal |
| 2018      | Deportivo Juvenil de Vinces | 2-1       | ICCAN Macas                | Mario Andriolo  |